# SHIROH
『SHIROH』（シロー）は、いのうえひでのりと中島かずきにより作られたロック・ミュージカル。天草四郎と島原の乱の史実をモチーフにした劇団☆新感線の初ロック・ミュージカルとなる作品。

## 概要
脚本の中島かずきは、高校生の頃に『ジーザス・クライスト・スーパースター』を見て驚愕し、神と人間の話を歌で演じることについて興味を持ち、いつか実現させたいと考えていた。いのうえひでのりは、L'Arc〜en〜Cielのコンサートを見て、ボーカリストと観客との関係、指一つで観客が動かされているのが宗教家のようであると感じた。歌声で先導する、カリスマ性の高いロックボーカリストというのは宗教家に近く、ビジュアル的なイメージを含めて天草四郎はロックミュージカルになる、悲劇的な結末も含めてドラマティックな話になると考え、10年近く前から中島かずきと何度か話をしてミュージカル用の素材として練っていた。その時に『モーツァルト!』で主演を務めていた中川晃教の歌声を聴いて、彼であればシローが出来ると話が進み、舞台が実現した。

## 主な登場人物
| シロー                                         | 神の声をもつ少年。歌声で人の心を操ることができる不思議な能力を持つその神の声により反乱軍を導く。 |
| 益田四郎時貞（ますだしろうときさだ）           | 益田甚兵衛の長男。反乱軍の総大将。幼い頃に持っていた奇跡を起こす力を失って苦悩する。             |
| 山田寿庵（やまだじゅあん）                     | 南蛮絵師。口之津の闇市をとりしきる反乱軍の軍師。四郎の右腕。                                     |
| 益田甚兵衛（ますだじんべい）                   | 益田四郎時貞の父。「天の御子」伝説を流し，四郎を総大将に反乱をもくろむ。                         |
| レシーナお福（ふく）                           | 益田四郎時貞の姉。父・甚兵衛とともに反乱をもくろむ。                                             |
| 渡辺小左衛門（わたなべこざえもん）             | レシーナお福の夫。四郎の姉婿。甚兵衛やお福とともに反乱をもくろむ                                 |
| ゼンザ、マツ、ゲン、ソーイ、セン               | シローの仲間。伴天連と日本人の間に生まれた混血児。難破したところをシローに助けられる。           |
| リオ                                           | シローと四郎の前にロザリオを身に付けて現れる幻の少女。シローと四朗にしか姿が見えない。           |
| 松平伊豆守信綱（まつだいらいづのかみのぶつな） | 幼少の頃より才知に富んでおり「知恵伊豆」と異名を取り、幕府軍を陰で操る。                         |
| お紅（こう）                                   | 伊豆守に仕える伊賀のくノ一。お蜜の妹。                                                           |
| お蜜(みつ）                                    | 江戸の絵双紙屋と偽るが、実は伊豆守に仕える伊賀のくノ一。                                         |
| 柳生十兵衛（やぎゅうじゅうべい）               | 伊豆守に仕える云わずと知れた剣豪、将軍家剣術指南役。四郎を斬ろうとつけ狙う。                     |
| 三宅蔵人（みやけくろうど）                     | 天草のキリシタン目付。シロー達を捕らえようとするもなかなか捕らえられず。                         |
| 津屋崎主水（つやざきもんど）                   | 島原のキリシタン目付。四郎を捕らえようと奮闘する。                                               |
| 板倉重昌（いたくらしげまさ）                   | 三河の領主。幕府軍の総大将。                                                                     |
| 松倉勝家（まつくらかついえ）                   | 島原の藩主。キリシタン目付である津屋崎主水や三宅蔵人とともにキリシタンを取り締まる。             |

## あらすじ
時は、三代将軍徳川家光の治世。幕府は鎖国をご定法としていた。所は、九州は島原。重税と度重なる飢饉に苦しむ農民は、島原藩キリシタン目付・津屋崎主水らに迫害されながらも、キリスト教を信仰し続けていた。隠れキリシタンの中心的存在の益田甚兵衛、その娘レシーナお福らは、海の上を歩いて渡り、農民を武士達の拷問から救い出し、天主デウスの言葉を伝える救世主－「天の御子」が現れると説き、さしも甚兵衛の息子である益田四郎時貞であるかのような噂を流して、民衆を扇動し時代を動かそうとしていた。しかし、四郎はかつて「奇跡の子」と呼ばれていたような奇跡を起こす力を失っていたのだった。奇跡を起こせぬ自分が一揆軍を先導することなどできやしないと、葛藤する四郎の前に幻のように現れ消える不思議な少女･リオは自分を信じろと告げる。
そして、その頃天草にもSHIROHと名乗る少年がいた。名はシロー。天草の入江にある朽ち果てた船を根城にするゼンザやマツたちと同じく、伴天連（バテレン）と日本人との間に生まれた混血児たちで、幕府からは国外追放の憂き目に合ったものの、船が嵐で難破してしまい、この天草の入り江に流れ着いたのだった。歳若く、ひと目で混血だとわかるその姿にしても、キリシタン弾圧に興じる幕府役人には目ざとくとらえられるに違いないであろうに、彼らはこの入り江で自由に生きていた。シローの歌のおかげで。シローは不思議な力を持っていた。シローが歌うと、私利私欲に走る三宅蔵人ら天草の役人達も、歌に操られ、うまくだまくらかされ彼らを捕らえることができないのだった。シローの歌は人の心を操ることができた。その一部始終をみていた女がいた。絵双紙屋のお蜜こと伊賀のくノ一水鏡のお蜜だった。お蜜は、老中・松平伊豆守信綱の命を受け幕府の密偵として放たれた柳生十兵衛の連絡役として天草を探っていたのだ。シローの不思議な力のことは、お蜜の妹で、江戸城での連絡役・伊賀のクノ一お紅を通しすぐに松平伊豆守信綱の知るところとなった。おりしも、島原藩領主・松倉勝家が旧友・板倉重昌とともに、江戸の松平伊豆守信綱の屋敷を訪ね、島原藩の農民一揆だ、キリシタンの反乱だのという手に負えない内情を解決するがため松平伊豆守信綱に知恵を借りに直参していた。しかし、松平伊豆守信綱は江戸から離れた遠い九州で起こっている島原の窮状が、今後の江戸幕府の治世を成り立たせる為の布石として役に立つことを見越していたのだった。隠れキリシタンだ、豊臣の残党だという戦国の名残という残り火にシローという火種を投じて一気に燃やしつくし片付ける策略をめぐらせていたのだ。
いよいよ、島原では日増しにきつくなる藩の締め付けに、民衆は暴徒となる勢いを増していた。そんな中、闇市を開きキリシタンや農民を支援する山田寿庵が奇跡の力を失ったと告白する四郎に、それならばこそ一揆軍の長にと説き伏せていた。その時を図ったかのように、四郎の父と姉が捕らえられたとの知らせが入った。この暴挙に四郎は立ち上がった。キリシタンの反乱軍を率い、囚われたキリシタンのいる牢獄へ攻め入った。そこには、甚兵衛やお福とともに捕らえられた天草のシロー達もいた。その少し前、牢獄では、いよいよ進退窮まったキリシタンの囚人たちに、死をもって殉教とすることを説く甚兵衛にシローは死んだら何もならないと、生きて自分の力で勝ち取るのだということを歌で諭していた。四郎が見たあの幻の少女がシローに呼びかける。シロー歌うのだと。シローの不思議な歌で、力を盛り返す囚人やゼンザ達の様子を見てとり「彼こそ天の御子」だと宣言するお蜜。キリシタンが待ち望んでいた、自分達を導き救う「天の御子」だと。かつての奇跡の子、四郎もその力を信じ、この戦いにシローの力を使って欲しいと頼む。俄かに「天の御子」と担がれるシローと、反乱軍を先導する決意に立ち上がった四郎、二人のSHIROHは互いの手を取り、島原・天草の反乱軍は大きな気炎を上げた。キリシタンにとってはこの上ない未来への導きをみたことだろう。が、果たしてそうであったのだろうか。陰謀渦巻く聖戦のゆく先は……。
すでにこの時二人のSHIROHは、ひとつの悲劇と共に在った。

## 曲目
| 第1幕 - 約束の地〜いんへるの〜 - 寿庵、津屋崎主水、お福、四郎 - 人のツバサ - シロー、ゼンザ、マツ - Dance - シロー - 絵双紙屋 お蜜 - お蜜 - もう一度 海へ - ゼンザ、シロー、マツ - 空のしくみ - お蜜、シロー - 我らの御魂をはらいそに - お福、リオ - ヘイユー四郎 - 四郎、甚兵衛、お福 - なぜに奪われし光 - 四郎、リオ - 十兵衛参上！Ⅰ - (Instrumental) - お蜜と十兵衛 - お蜜 - かっちゃん＆しげちゃん - 寿庵、松倉勝家、板倉重昌 - ROCK'N イズノカミ - 伊豆守、松倉勝家 板倉重昌 - 伊豆守のぼやき - 伊豆守 - 忍法・水鏡 - お蜜 お紅 伊豆守 - さんじゅあんの闇市 - 四郎 お蜜 ゼンザ シロー - 十兵衛参上！Ⅱ - (Instrumental) - さんじゅあんの闇市 （リプライズ） - リオ - 奇蹟の子はどこに - 四郎、寿庵、小左衛門 - 主よ、この声が聞こえますか – - キリシタン目付に国境はない - 津屋崎主水、三宅蔵人 - まるちり～握った拳に神は宿る～ - シロー、お福、甚兵衛、リオ、ゼンザ - 天の御子を我らに - お福 | 第2幕 - さんちゃご〜御子は舞い降りられた〜 - 寿庵、シロー、松倉勝家 - しげちゃんからの手紙 - 板倉重昌 - とまどいの月 - お蜜 - 海はつながってる - シロー、ゼンザ、マツ - お蜜と寿庵 - 寿庵、お蜜 - ふたりSHIROH - シロー、四郎 - のりかかった船 - シロー、お蜜、寿庵 - 城を造ろう！ - シロー、四郎、松倉勝家、津屋崎主水、三宅蔵人 - 板倉重昌A Go Go！ - 板倉重昌、松倉勝家 - 意味のある人生 - 伊豆守 - 光を我らに - シロー、甚兵衛、寿庵、お福 - 主よ、なぜ彼なのですか - 四郎、シロー、リオ - お蜜の嘆願 - お蜜、伊豆守 - 人のツバサ(リプライズ) – シロー、お蜜 - 幕府の犬に断罪を - 寿庵、甚兵衛、お福、四郎、シロー - お蜜の真実 - お蜜 - 砂の城 - シロー - キリシタン炎上 - (Instrumental) - 最後の談判 - 伊豆守、四郎、寿庵、シロー、お蜜 - さらば神よ〜神の王国をつくれ - シロー、寿庵 - 御子は我らと - お福、リオ - 四郎の懺悔 - 四郎、寿庵 - はらいそ - シロー、寿庵 |

## キャスト
- シロー：中川晃教
- 益田四郎時貞：上川隆也
- 山田寿庵：高橋由美子
- 益田甚兵衛：植本潤
- レシーナお福：杏子
- 渡辺小左衛門：河野まさと
- ゼンザ：泉見洋平
- リオ：大塚ちひろ
- 松平伊豆守信綱：江守徹
- お紅（おこう）：高田聖子
- 水鏡のお蜜：秋山菜津子
- 柳生十兵衛:橋本じゅん
- 三宅蔵人：粟根まこと
- 津屋崎主水：池田成志
- 板倉重昌：吉野圭吾
- 松倉勝家：右近健一
- マツ：山本カナコ
- ゲン：奥山寛
- ソーイ：飯野めぐみ
- セン：坪井美奈子

Musician
- Guitar：岡崎司
- Guitar：ルーク篁
- Keyboard：松崎雄一
- Keyboard：石黒彰
- Drums：岡部亘
- Bass 前田JIMMY久史

## スタッフ
- 脚本:中島かずき
- 演出:いのうえひでのり
- 音楽:岡崎司
- 作詞:デーモン小暮閣下・山野英明・中島かずき・いのうえひでのり

## DVD
オリジナルキャストによる舞台映像が収録されたDVD。東京と大阪のそれぞれの千秋楽カーテンコールの映像も収録されている。
- 映像特典　：東京・大阪千秋楽映像／アドリブ集／オケピ映像／予告編
- 音声特典　：音声解説／池田成志・大塚ちひろ・岡崎司・杏子・高橋由美子・中川晃教・中島かずき